# Automeris fusca
Automeris fusca är en fjärilsart som beskrevs av Luther. 1907. Automeris fusca ingår i släktet Automeris och familjen påfågelsspinnare. Inga underarter finns listade i Catalogue of Life.